# 牧山駅

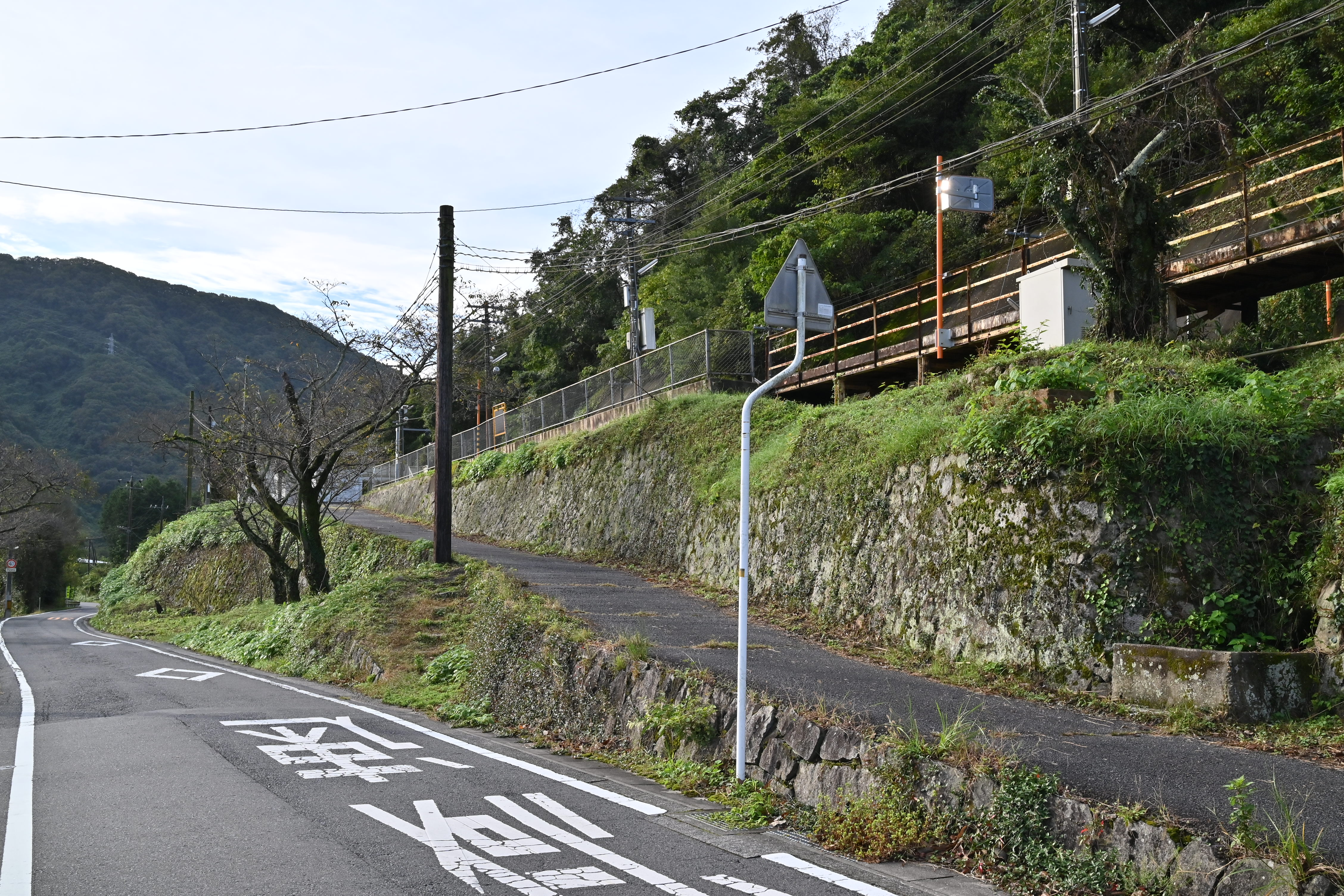
駅入口（2022年10月）

牧山駅（まきやまえき）は、岡山県岡山市北区下牧にある、西日本旅客鉄道（JR西日本）津山線の駅である。

## 歴史
- 1912年（大正元年）10月10日：中国鉄道本線（現在の津山線）の野々口駅 - 玉柏駅間に、停留場として新設開業[1]。
- 1944年（昭和19年）6月1日：中国鉄道の鉄道部門が国有化され、国有鉄道津山線所属となる[1]。同時に駅に昇格[1]。
- 1971年（昭和46年）11月15日：荷物扱い廃止[2]。無人化[3]。
- 1973年（昭和48年）：駅舎が取り壊され、現在の待合室が建てられる[4]。
- 1982年（昭和57年）7月：交換設備が新設される[4]。
- 1987年（昭和62年）4月1日：国鉄分割民営化により、西日本旅客鉄道の駅となる[1]。

## 駅構造
相対式ホーム2面2線を有し、行違い設備を有する地上駅。1982年に交換設備が設けられるまでは津山側に向かって右側に単式ホーム1面1線を有する地上駅（停留所）であった。駅は崖沿いにあるためホームの幅が狭い。ホーム間の移動は跨線橋を利用する。通常とは逆に駅舎寄りが2番線であり、跨線橋を渡る崖寄りホームが1番線となっている。1番線を上下副本線、2番線を上下本線とした一線スルーになっており、列車交換時以外は普通列車の上下とも2番線に停車する。
岡山駅管理の無人駅であり、駅舎は待合室兼用の簡易なものである。

### のりば
| のりば | 路線   | 方向 | 行先           |
| ------ | ------ | ---- | -------------- |
| 1・2   | 津山線 | 上り | 福渡・津山方面 |
| 1・2   | 津山線 | 下り | 岡山行き       |

付記事項
- 全ての通過列車と、行違いのない停車列車は、上下線問わず2番のりばに発着あるいは通過する。
- 反対方向からの通過列車と行違いを行う停車列車は、上下線問わず1番のりばに発着する。
- 停車列車同士の行違いの場合は、津山方面行き（上り）が1番のりば、岡山行き（下り）が2番のりばに入る。

## 利用状況
1日の平均乗車人員は以下の通りである。
| 乗車人員推移 | 乗車人員推移 |
| 年度         | 1日平均人数  |
| ------------ | ------------ |
| 1999         | 97           |
| 2000         | 89           |
| 2001         | 91           |
| 2002         | 79           |
| 2003         | 70           |
| 2004         | 64           |
| 2005         | 60           |
| 2006         | 53           |
| 2007         | 59           |
| 2008         | 58           |
| 2009         | 55           |
| 2010         | 49           |
| 2011         | 51           |
| 2012         | 49           |
| 2013         | 42           |
| 2014         | 41           |
| 2015         | 35           |
| 2016         | 35           |
| 2017         | 34           |
| 2018         | 27           |
| 2019         | 29           |
| 2020         | 28           |
| 2021         | 24           |

## 駅周辺
- 牧山簡易郵便局
- ラポート牧山（2004年（平成16年）に廃校になった岡山市立牧石小学校牧山分校を再利用）
- 牧山クラインガルテン（農園）
- 牟佐大久保ひまわり畑[6]
- 岡山県道218号玉柏野々口線

## 隣の駅
西日本旅客鉄道（JR西日本）
 津山線
■快速「ことぶき」
通過
■普通（津山駅 - 福渡駅間で快速となる「ことぶき」下り1本含む）
野々口駅 - 牧山駅 - 玉柏駅